# Варфоломій I
Патріа́рх Варфоломі́й І (грец. Πατριάρχης Βαρθολομαῖος Αʹ, Patriárkhēs Bartholomaĩos A', тур. Patrik I. Bartholomeos; у миру Дими́тріос Архондо́ніс, грец. Δημήτριος Αρχοντώνης, тур. Dimitris Arhondonis; 29 лютого 1940, село Айі-Теодорі, Імброс, Туреччина) — 270-й і чинний архиєпископ Константинополя і Вселенський патріарх з 2 листопада 1991 року. Відповідно до його титулу, він є primus inter pares (перший серед рівних) у Східній православній церкві та як духовний лідер східних православних християн у всьому світі. Його титул — Його Всесвятість, Архієпископ Константинополя — Нового Риму і Вселенський Патріарх Варфоломій I (грец. Η Αυτού Θειοτάτη Παναγιότης ο Αρχιεπίσκοπος Κωνσταντινουπόλεως, Νέας Ρώμης και Οικουμενικός Πατριάρχης Βαρθολομαίος)
Керування Варфоломія характеризується внутрішньоправославною співпрацею, внутрішньохристиянським і міжрелігійним діалогом, офіційними візитами до католицьких, старокатолицьких, орієнтальних православних та мусульманських лідерів, яких раніше рідко відвідував Вселенський патріарх. Він обмінявся численними запрошеннями з церковними й державними чиновниками. Його зусилля з пропаганди релігійної свободи й прав людини, ініціативи щодо просування релігійної толерантности серед світових релігій, а також з пропаганди екології та захисту навколишнього середовища були широко відомі, і ці зусилля принесли йому звання «зеленого патріарха». Серед багатьох міжнародних посад він зараз є членом Ради світових релігійних лідерів в Інтернаціональному інституті Іллі. 2018 року Московський патріархат розірвав спілкування з Вселенським патріархатом внаслідок суперечок щодо його рішення надати автокефалію Православній церкві України.
Відвідував Україну як патріарх у 1997, 2008 та 2021 роках.

## Біографія
Варфоломій I народився як Дими́тріос Архондо́ніс (грец. Δημήτριος Αρχοντώνης, Dimítrios Archontónis) у селі Айі-Теодорі на острові Імброс (пізніше перейменований Туреччиною в Гекчеаду). Після випуску обіймав посаду в Халкській Патріаршій духовній семінарії, де був висвячений на священника. Пізніше служив митрополитом Філадельфії та Халкідона, був членом Священного Синоду та інших комітетів до інтронізації на кафедрі Вселенського патріарха. Його батько володів перукарнею і кав'ярнею. Схильний до наук хлопець вчився в Константинополі, потім у відомій богословській школі Халки, по закінченні якої 13 серпня 1961 року висвячений на диякона під іменем Варфоломій. Потім диякон Варфоломій служив у турецькій армії, а 1963 року продовжив навчання в Папському Східному інституті в Римі. Темою його дисертації було канонічне право Православної Церкви. Цим навчання майбутнього патріарха не закінчилося — у вищих навчальних закладах Швейцарії та Мюнхена він продовжує спеціалізуватися в царині церковного законодавства. Патріарх володіє п'ятьма іноземними мовами (окрім грецької і турецької). Написав і видав багато друкованих праць.
Повернувшись із Західної Європи до Константинополя, Варфоломій був призначений на посаду помічника декана Теологічної школи в Халки, де невдовзі був висвячений у сан священника (1969 рік). Через шість місяців Вселенський патріарх Афінагор (той самий Патріарх, який разом з римським папою Павлом VI зняв взаємні анафеми 1054 року) підвищив молодого священника до чину архімандрита Патріаршої каплиці святого Андрія. Патріарх Димитрій, який наслідував Афінагору I, зробив Варфоломія директором Патріаршої канцелярії. 1973 року в житті 33-річного архімандрита сталася видатна подія — він став єпископом Константинопольської архієпископії, одержавши за якийсь час сан митрополита Халкідонського.
Протягом 19 років митрополит Варфоломій був найближчим помічником і однодумцем патріарха Димитріоса, а після його смерті в 1991 році став архієпископом Константинополя, Нового Риму і Вселенським патріархом (повний титул Константинопольських патріархів).
По обранні новий патріарх здійснив ряд закордонних візитів, зустрічаючись з впливовими політичними діячами багатьох країн, виступаючи на сесіях ЮНЕСКО, Європейського парламенту тощо. Усюди й послідовно Патріарх виступає за релігійну свободу і права людини. Сам він, незважаючи на високий сан, людина проста і приємна в спілкуванні, має звичку дуже уважно вислуховувати відвідувачів.
За останнє десятиріччя патріарх Варфоломій відвідав майже всі помісні православні церкви, а також багато інших релігійних об'єднань, докладаючи чимало зусиль для поліпшення відносин між громадами католиків, мусульман, юдеїв і православних в усьому світі. Варфоломій відомий у Європі як «Зелений патріарх», тому що став першим серед релігійних лідерів захисником навколишнього середовища. Він постійно організовує міжнародні семінари, де обговорюються напрями мобілізації всіх можливих засобів для досягнення гармонії між людством і природою.
У 2004 році освятив перший православний храм Святого Миколая на Кубі. Того ж року піддав критиці емабрго США на торгівлю із Кубою. Візит православного Патріарха є найзначнішим для Куби з часу історичної поїздки Папи Римського в 1998 році. Кубинські дисиденти, які домагались демократичних змін в кубинській однопартійній системі, закликали Патріарха натиснути на Кастро для звільнення 75 супротивників режиму, ув'язнених в ході кампанії політичних переслідувань у 2003 році. Варфоломій I не просив про звільнення ув'язнених, заявив його представник, проте згадав про право на опозиційну думку в своїй промові в церкві. «Євангельське послання говорить про повагу до людської істоти, до її прав, свобод, гідності і праву не погоджуватися», — сказав тоді він.
Варфоломій I керує Константинопольською церквою вже понад 29 років — це найдовший термін перебування на патріаршій кафедрі (патріарх Сергій I перебував на патріаршій кафедрі 28,5 років у VII ст.).
10 листопада 2019 року зустрівся з Архиєпископом Брюсселя кардиналом Юзефом Де Кезель. Патріарх подякував Римо-католицькій церкві за допомогу й плідну співпрацю з Бельгійською православною митрополією.
24 листопада 2019 року за літургією в церкві Святого Миколая в Стамбулі Вселенський патріарх Варфоломій молився за жертв геноциду українського народу — Голодомору. Богослужіння здійснено українською мовою за участі української громади міста. Був присутній посол України в Туреччині, Генеральний консул України в місті й багато українців.
На початку 2020 року Варфоломій «суворо відповів» на лист Патріарха Єрусалимського Феофіла III з пропозицією зібрати настоятелів всіх православних Церков на церковний собор в Йорданії. У кінці липня 2020 року на сайті проросійського видання Страна.ua опубліковано детальне інтерв'ю з Варфоломієм, у якому він начебто запевняв, що «Київського патріархату ніколи не існувало»; пізніше офіційне видання Вселенської патріархії спростувало цю інформацію, повідомівши, що Варфоломій дійсно перетинався з журналістами, але не давав жодного інтерв'ю, зокрема щодо Київського патріархату.
У кінці жовтня 2020 року взяв участь в екуменічній молитві у Ватикані. Там він помолився разом з Папою Франциском, єпископом РПЦ Амвросієм (Мунтяну) та іншими християнськими представниками.
У серпні 2021 року патріарх відвідав Україну, де відправив спільне богослужіння з предстоятелем ПЦУ митрополитом Епіфанієм і зустрівся з керівництвом держави. УПЦ МП влаштовувала мітинги й акції проти його візиту. У жовтні-листопаді того самого року відвідав США, де зустрівся з президентом Джо Байденом, і Грецію, де зустрівся з керівництвом країни.
Вселенський патріарх Варфоломій розкритикував як російську державу, так і російську церкву за вторгнення в Україну 2022 року, назвавши це злочином агресії та стверджуючи, що воно завдало величезних страждань як українському, так і російському народам. 2023 року патріарх Варфоломій розкритикував російську церкву, яка, за його словами, викладає «теологію війни». «Це теологія, якої почала навчати Церква-сестра Росії, намагаючись виправдати несправедливу, нечестиву, неспровоковану, диявольську війну проти суверенної та незалежної країни — України».

## Варфоломій I і Україна

### Ставлення до Православ'я в Україні
|                        | Як відомо, Вселенський патріархат після хрещення князя Володимира та Київської держави у 988 році заснував Київську митрополію. Київська митрополія канонічно належала до Вселенського патріархату, навіть й після створення Московського патріархату в 1589 році. Після звільнення українських земель від монгольського ярма в 1685 році московський патріарх Іоаким (1674–1690) вторгся до єпархії Київської митрополії, яка, як ми вже казали, канонічно належала до Вселенського патріархату, і обрав єпископа Гедеона митрополитом Київським. Таким чином, 700-річний церковний устрій Київської митрополії, який діяв з 988 року, був змінений шляхом перевороту. Це відбувалося з порушенням священних і святих канонів на користь Московського патріархату і на шкоду Константинопольській церкві. Попри це, Київська митрополія ніколи не була канонічно переданою Московському патріархату. Немає жодного офіційного документа, що підтверджує таке підпорядкування чи поступку з боку Константинопольської церкви. Відомі листи Вселенського патріарха Діонісія IV лише давали канонічний дозвіл Московському патріарху призначати київського митрополита, який водночас залишався підпорядкованим Константинопольському патріарху. З того часу і до квітня 2018 року, коли Вселенський патріархат вирішив надати Українській церкві автокефалію, було зроблено багато спроб здобути церковну незалежність України від Росії, але жодна з них не була успішною, за що Московський патріархат несе повну відповідальність. Насправді, не тільки ці спроби були невдалими, але й розколи, які були створені в минулому столітті, пов’язані в основному з бажанням Російської церкви не допустити церковної незалежності України. |
| — Патріарх Варфоломій, | |

Патріарх Варфоломій уважає що «Філарет є не київським патріархом, а колишнім київським митрополитом, і Макарій не є архієпископом Львова, а скоріше колишнім львівським архієпископом». Віряни УАПЦ і УПЦ КП на думку Варфоломія «опинилися в розколі не з догматичних причин», тому Синод КПЦ «канонічно відновив ієрархів і духовенство до їхніх статусів (звань) та відновивши вірних до причастя з Церквою».
10 червня 2019 року Митрополит Епіфаній у Стамбулі привітав Вселенського Патріарха Варфоломія з Днем тезоіменитства. Митрополита супроводжував архієпископ Чернігівський Євстратій і делегація Православної Церкви України. У храмі монастиря «Живоносне джерело» відбулася вечірня, під час якої молилися Вселенський Патріарх Варфоломій, Архієпископ Афінський і всієї Еллади Ієронім і Митрополит Київський і всієї України Епіфаній, ієрархи помісних Церков. Після вечірні Митрополит Епіфаній виголосив коротке вітальне слово до Вселенського Патріарха, а також привітав Архієпископа Ієроніма й подарував йому пам'ятну панагію на честь своєї інтронізації.
6 листопада 2020 року патріарх Варфоломій зустрівся з офіційною делегацією ПЦУ, яка прибула з нагоди хіротонії нового єпископа Команського Михаїла (Аніщенка), Патріаршого екзарха в Києві. «Щоразу, коли ми вітаємо братів з України, для нас це радість, бо ці візити, ці спілкування пов'язують нас із благочестивим українським народом», — сказав тоді Вселенський патріарх, маючи на увазі труднощі й пригоди, яких зазнав український народ. «У всіх цих труднощах ви були в молитві та серці Вселенського патріархату, доки не настав великий історичний момент, коли наш патріархат надав вам статус автокефалії. Це було ваше право [просити про це], і Вселенський патріархат мав право надавати вам цю самодостатність». Митрополит Олександр (Драбинко) від імені ПЦУ подякував Вселенському патріархату за турботу й любов до мученого українського народу. Духовенство Православної Церкви України подарувало патріарху Варфоломію реліквіарій із частичками мощей святих мучеників, вишиванку та інші подарунки. Пізніше архієреї ПЦУ співслужили Вселенському патріархові за богослужінням, на якому була звершена хіротонія єпископа Команського Михайла (Аніщенка), Патріаршого екзарха в Києві від Константинопольського патріархату.

### Відвідини України

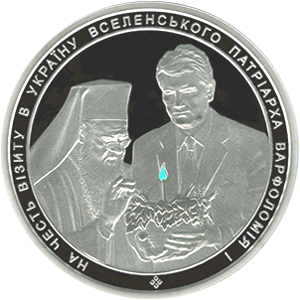
Пам'ятна монета «На честь візиту в Україну Вселенського Патріарха Варфоломія I» (реверс)

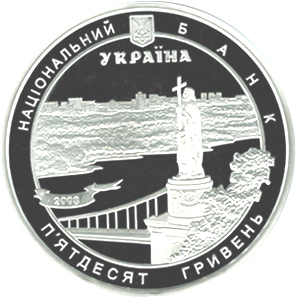
Пам'ятна монета «На честь візиту в Україну Вселенського Патріарха Варфоломія I» (аверс)

Перші відвідини України, а саме Одеси, відбулися 24 вересня 1997 року. До місцевого порту увійшло грецьке судно «Елефтеріос Венізелос», на борту якого перебували Вселенський Патріарх Варфоломій I і учасники симпозіуму «Екологія, релігія та довкілля». Гостей тоді зустріли митрополит Української православної церкви Московського патріархату Володимир (Сабодан), митрополит Одеський і Ізмаїльський Агафангел (Саввін), мер Одеси Едуард Гурвіц. З морського вокзалу високий гість і особи, що його супроводжували, попрямували до Свято-Успенського чоловічого монастиря. Біля воріт Вселенського Патріарха зустрічав Патріарх Московський, предстоятель Російської православної церкви Алексій II. Увечері святійші патріархи, представники церков і конфесій відвідали Одеську духовну семінарію.
Другий візит відбувся до Києва з нагоди святкування 1020-ї річниці хрещення Київської Русі 25–27 липня 2008 року. Вселенського патріарха в аеропорту «Бориспіль» зустріли Президент України Віктор Ющенко й очільник УПЦ МП. Варфоломій I відвідав Києво-Печерську лавру, в Софії Київській освятив відновлені Царські ворота та благословив встановлення нових дзвонів. На Софійській площі виголосив промову.
У суботу (26 липня) зустрівся з московським патріархом Алексієм II. 27 липня в рамках урочистостей з нагоди 1020-ї річниці хрещення Київської Русі пройшла божественна літургія біля пам'ятника князеві Володимирові-Хрестителю на Володимирській гірці у Києві. Літургію вів Вселенський Патріарх Варфоломій I за участю Патріарха Московського, Митрополита Володимира, глави делегації Грецької православної церкви Архієпископа Афінського та всієї Греції Ієроніма II, глави делегації Албанської православної церкви Архієпископа Тиранського та всієї Албанії Анастасіоса, а також представників закордонних делегацій та Помісних православних церков.
Національний банк України з нагоди візиту в Україну Варфоломія I під час святкування 1020-річчя хрещення Київської Русі 20 жовтня 2008 ввів у обіг пам'ятну монету «На честь візиту в Україну Вселенського Патріарха Варфоломія I» номіналом 50 грн., що виготовлена зі срібла 999 проби, масою 500,0 г, діаметром 85 мм.
Напередодні візиту, 22 липня 2008 року, Президент України Віктор Ющенко підписав Указ про нагородження Вселенського Патріарха, святішого архієпископа Константинополя — Нового Риму Варфоломія I орденом князя Ярослава Мудрого I ст. за визначну церковну діяльність, спрямовану на піднесення авторитету православ'я у світі.
27 липня 2013 року Президент України Віктор Янукович підписав Указ про нагородження Вселенського Патріарха Варфоломія I орденом Свободи за визначну церковну діяльність, спрямовану на піднесення авторитету православ'я у світі, та з нагоди відзначення в Україні 1025-річчя хрещення Київської Русі.

#### Візит в Україну на 30-ту річницю Незалежності України

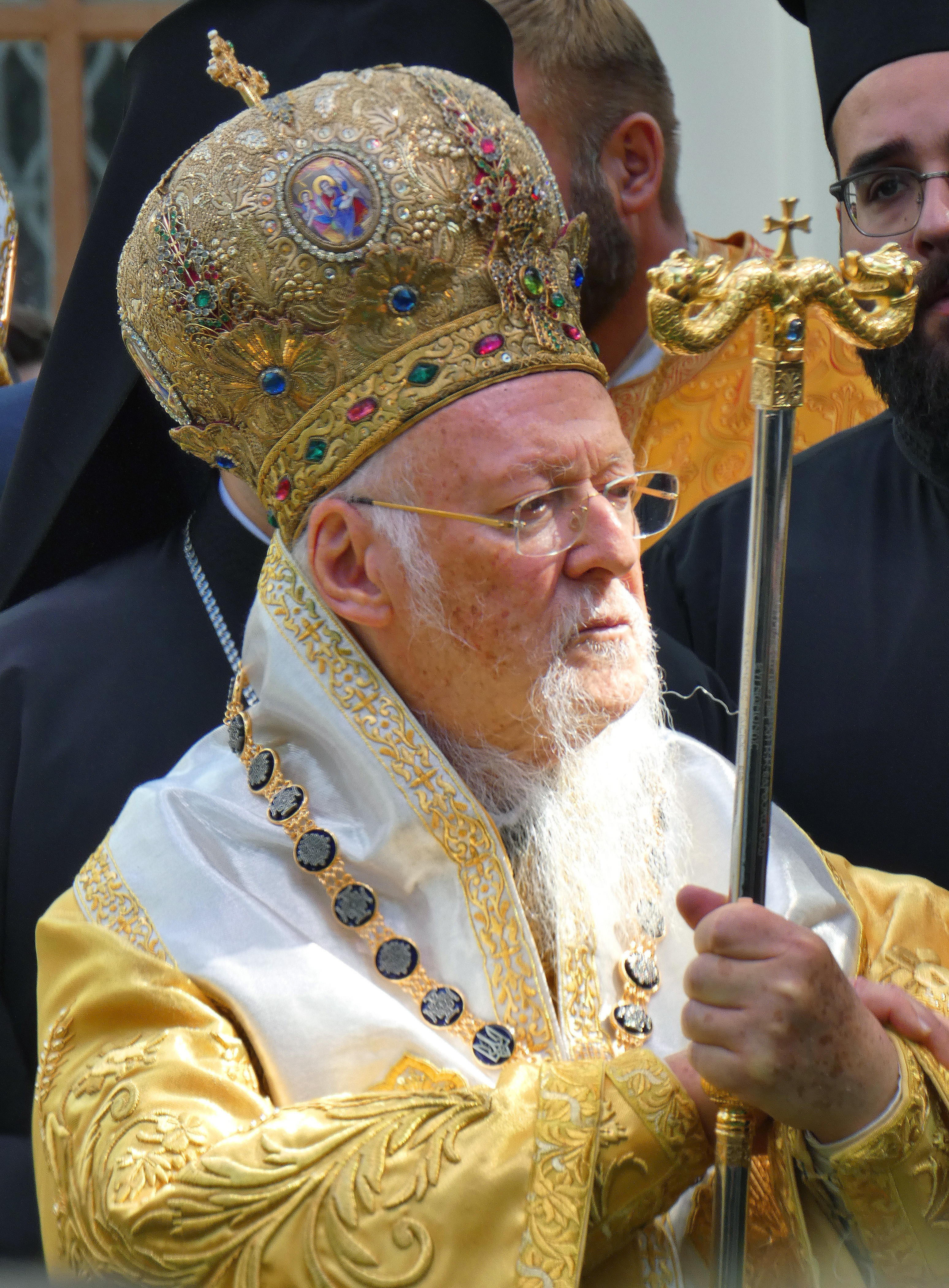
Вселенський патріарх Варфоломій на території Софії Київської, 22 серпня 2021

16 жовтня 2020 року президент України Володимир Зеленський зустрівся з патріархом Варфоломієм і обговорив ситуацію на Донбасі та запросив до України. «Вдячний за все, що ви зробили й робите для України. Для нас важлива така підтримка на шляху до миру. Україна — тепла й привітна. Ми всі будемо дуже раді вашому приїзду, це буде дуже важливий візит для України», — зазначив Володимир Зеленський. Патріарх Варфоломій подякував за візит до Матері-церкви, який, за його словами, «приносить велику радість», і зазначив, що втішений тим, що в Україні поступово настає мир.
Візит, присвячений 30 річниці незалежності України. Наприкінці травня 2021 року Вселенський патріарх запевнив паломників з України про свій візит до Києва. У цей же період Митрополит Халкедонський Еммануїл зустрівся з керівником ОП України Андрієм Єрмаком і митрополитом Епіфанієм (Думенком) та обговорив з ними питання візиту в Україну на 30-ту річницю Незалежності Вселенського патріарха Варфоломія.
20 серпня 2021 року Варфоломій прибув до Києва. Прихильники УПЦ стояли з плакатами на трасі до аеропорту. На плакатах, крім іншого, було написано: «Наш предстоятель — Онуфрій».
21 серпня Вселенський патріарх і митрополит Епіфаній вшанували жертв Голодомору і героїв російсько-української війни. Після цього в Михайлівському соборі Києва відбулась молитва подяки із Вселенським патріархом (доксологія).
22 серпня 2021 року відбулось спільне богослужіння Вселенського патріарха Варфоломія та настоятеля ПЦУ митрополита Епіфанія у Софії Київській.
24 серпня 2021 року патріарх Варфоломій відвідав парад з нагоди 30-ї річниці з Дня Незалежності України.

### Ставлення до РПЦ
У серпні 2020 року патріарх Варфоломій назвав Московський Патріархат ворогами і «невдячними дітьми», додавши, що «ми продовжуємо обіймати всіх, ворогів і друзів, нашою любов'ю, нашою молитвою і нашим розумінням».
6 жовтня 2020 року Вселенський патріарх у своєму листі до українських журналістів пояснив, що «11 жовтня 2018 р. Святий і Священний Синод Вселенського Патріархату, Церкви Матері Київської Митрополії, скасував Патріаршу та Синодальну Грамоту видання від 1686 р., яка, у формі „поблажливості“, надавала Московському патріарху право лише висвятити митрополита Київського, котрий повинен бути обраний духовно-мирянськими зборами своєї єпархії і поминатиме під час Божественної літургії „серед перших“ Вселенського патріарха, „який є джерелом і початком, що височить скрізь над усіма парафіями та єпархіями“, проголошуючи та підтверджуючи свою канонічну залежність від Церкви Матері Константинополя». Після Об'єднавчого собору і надання Томосу «нова автокефальна церква України є єдиною канонічною Православною Церквою на території Української Держави, а Блаженніший Митрополит Київський та всієї України має бути визнаний її канонічним Предстоятелем». Відповідно до канонічного принципу територіальності, який є невіддільним і постійним фактом православної еклезіології, жодна Церква не може бути присутньою в межах юрисдикції Церкви України, — підкреслив у листі Вселенський патріарх Варфоломій, натякаючи на присутність УПЦ МП. «Тим не менше, в дусі пастирської чуйності, ми тимчасово терпимо існування українських єрархів під Росією не як місцевих правлячих єпископів, а лише як титулярних або тих, що перебувають (мають резиденцію) в Україні, єрархів, згідно з каноном 8 Першого Нікейського собору, сподіваючись, що, волею Божою, вони незабаром об'єднаються з помісною Церквою». Через це Варфоломій не вважає Онуфрія канонічним (легітимним) митрополитом Київським, але як єрархом, що проживає в Києві, як це було надруковано у Щорічнику Вселенського патріархату на 2020 рік. На думку богослова Кирила Говоруна, після грудня 2018 р. в Україні було дві православні юрисдикції: автокефальна ПЦУ і залишки Київської митрополії Константинопольського патріархату, які всупереч церковній дисципліні і канонічній традиції Православної Церкви відмовились визнавати рішення своєї кіріархальної Церкви, себто Константинополя.

### Томос про автокефалію Української православної церкви
Представники Вселенського патріарха 28 липня 2018 року в Києві взяли участь в урочистостях з нагоди 1030-річчя хрещення Київської Русі-України. На отримане від глави РПЦ Кирила (Гундяєва) офіційне запрошення взяти участь в урочистих заходах, присвячених 1030-річчю Хрещення Русі в Москві, відповіли про неможливість та недоцільність участі представників Вселенського Патріархату в заходах, які проводитимуть у РФ, зазначивши, що дійсні свята з нагоди 1030-річчя Хрещення Київської Русі відбуватимуться в Києві, на які представників Вселенського патріархату запросили та куди призначили відповідну делегацію.
На початку серпня 2018 року патріарх Варфоломій заявив: «Сьогодні ми особливо зацікавлені та занепокоєні вирішенням нинішньої української церковної проблеми. Ми бажаємо всім серцем відновлення єдності для розділеного церковного тіла в Україні. Як і в минулому, Константинопольська Церква, використовуючи свої канонічні права та пастирську опіку, працює, щоб успішно вирішувати складні та складні церковні проблеми, завжди керуючись тим, що корисно для народу Божого та збереження єдності Православної Церкви в цілому». В травні 2019 року він сказав що «вирішальним фактором, який змусив Вселенський патріархат дати Україні автокефалію, є зцілення розколу та відновлення церковної єдності».
7 вересня 2018 року Вселенський патріарх Варфоломій призначив своїх двох екзархів у Києві у межах підготовки до надання УПЦ автокефалії. Ними стали архієпископ Данило Памфілійський зі США та єпископ Іларіон Едмонтонський з Канади, які обидва служать українським православним вірним у своїх відповідних країнах у Вселенському патріархаті.
|                        | Хоча Російська Церква звинувачує мене в тому, що я взяв гроші за цю автокефалію. Я не отримав грошей, натомість я маю багато цукерок та шоколаду. Причому це солодощі з заводу Порошенка. |
| — Патріарх Варфоломій, | |

Через 3 тижні після проведення Об'єднавчого собору українських православних церков, 5 січня Варфоломій підписав Томос, що надавав Православній церкві України автокефалію, а 6 січня урочисто вручив Томос предстоятелю ПЦУ — митрополиту Епіфанію.
5 січня 2019 року, в день підписання Томосу, Президент Порошенко вручив Варфоломію орден «За заслуги» I ступеня за визначний особистий внесок Його Всесвятості у розбудову автокефальної помісної Православної Церкви України, піднесення авторитету православ'я у світі, багаторічну діяльність з утвердження ідеалів духовності, милосердя і міжконфесійної злагоди.
23 травня 2019 року Вселенський патріарх наголосив, що «присутність Московського патріархату в Україні є небажаною, і такою, що завдає шкоди інтересам української нації і єдності українського народу». Він зазначив, що українському народу було необхідно надати автокефалію і церковну незалежність — те, що він прагнув отримати протягом століть. «Автокефалія, надана Українській церкві Вселенським патріархатом, дає можливість на внутрішнє самоврядування, яке завжди підтримує розвиток місцевої церкви», — сказав Варфоломій.
У передачі «Бесіди з владикою Павлом» Патріарший Екзарх всієї Біларусі, митрополит Мінський і Заславський Павло оголосив Вселенського патріарха Варфоломія розкольником через те, що останній вступив у канонічне та євхаристичне спілкування з ПЦУ.
У 21 серпня 2021 року Вселенський патріарх Варфоломій під час візиту в Україну сказав: «Київська митрополія попри те, що ревно трублять про зворотнє, завжди була невід'ємною канонічною територією та митрополією під очільництвом нашого Святішого Апостольського та Патріаршого Престолу, хоча історичні обставини та у насильницький спосіб, але не назавжди відсікли її від природньої матері».

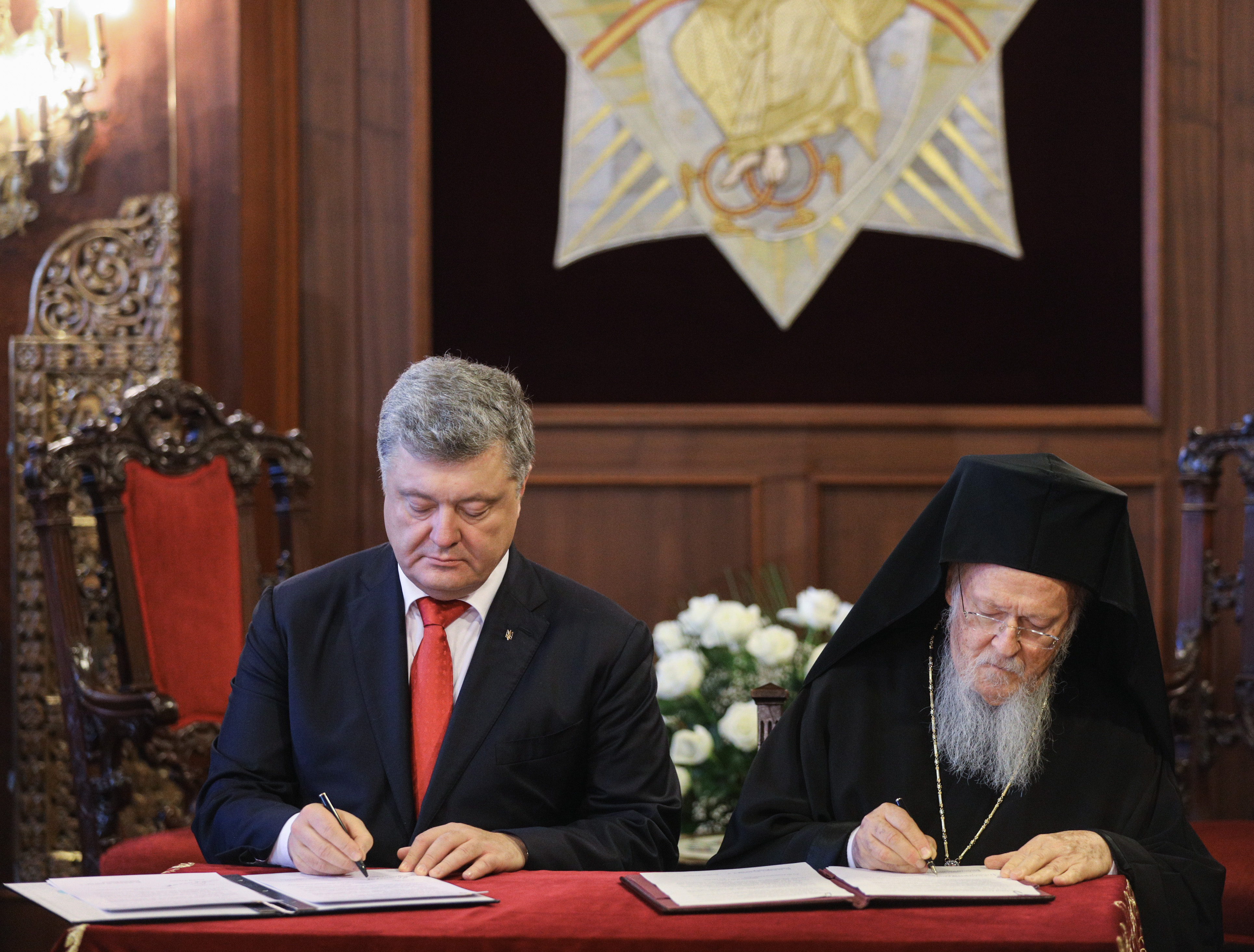
З президентом України Петром Порошенко, 3 листопада 2018
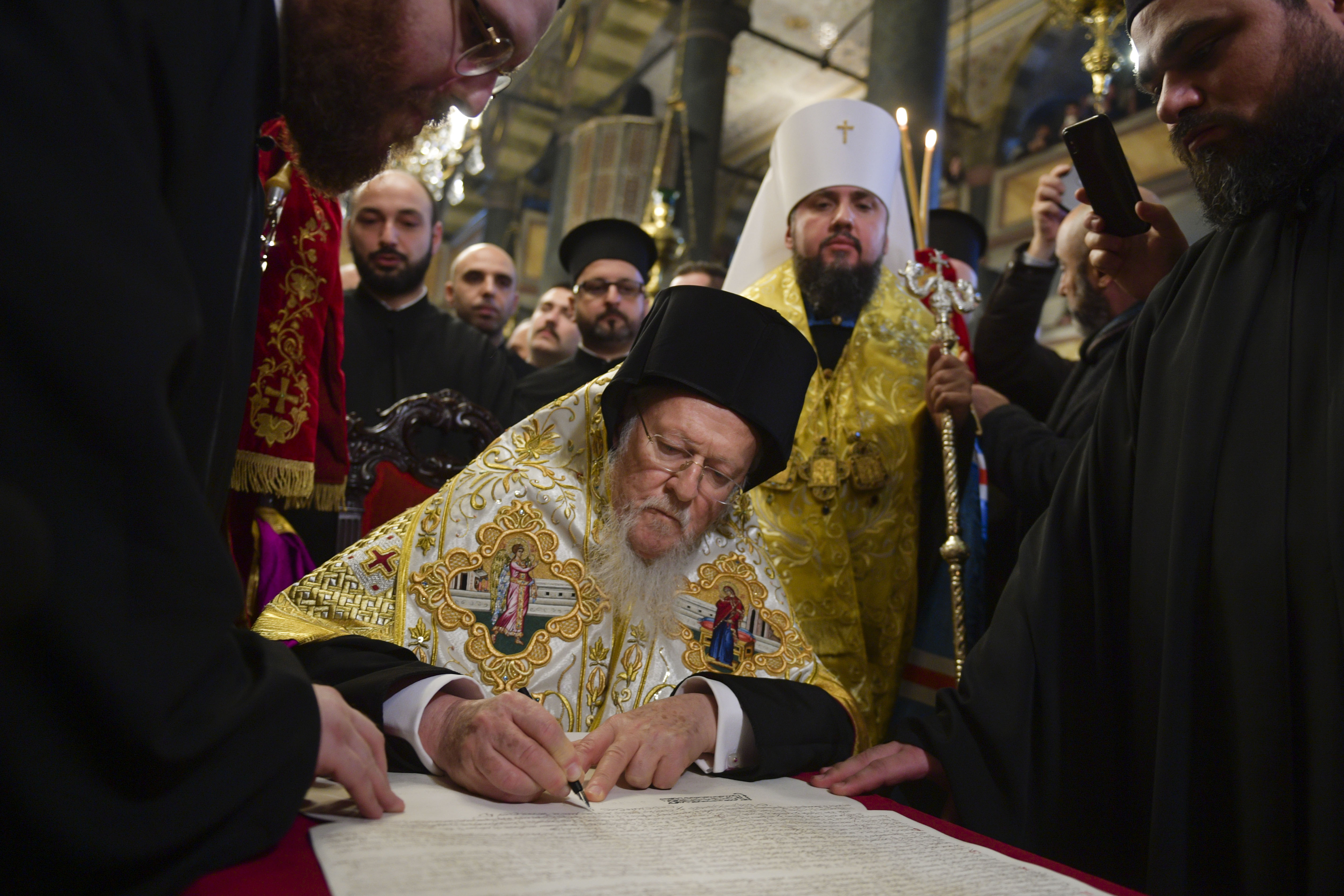
Підписання томосу для ПЦУ. Ліворуч стоїть очільник ПЦУ - митрополит Епіфаній, 2019
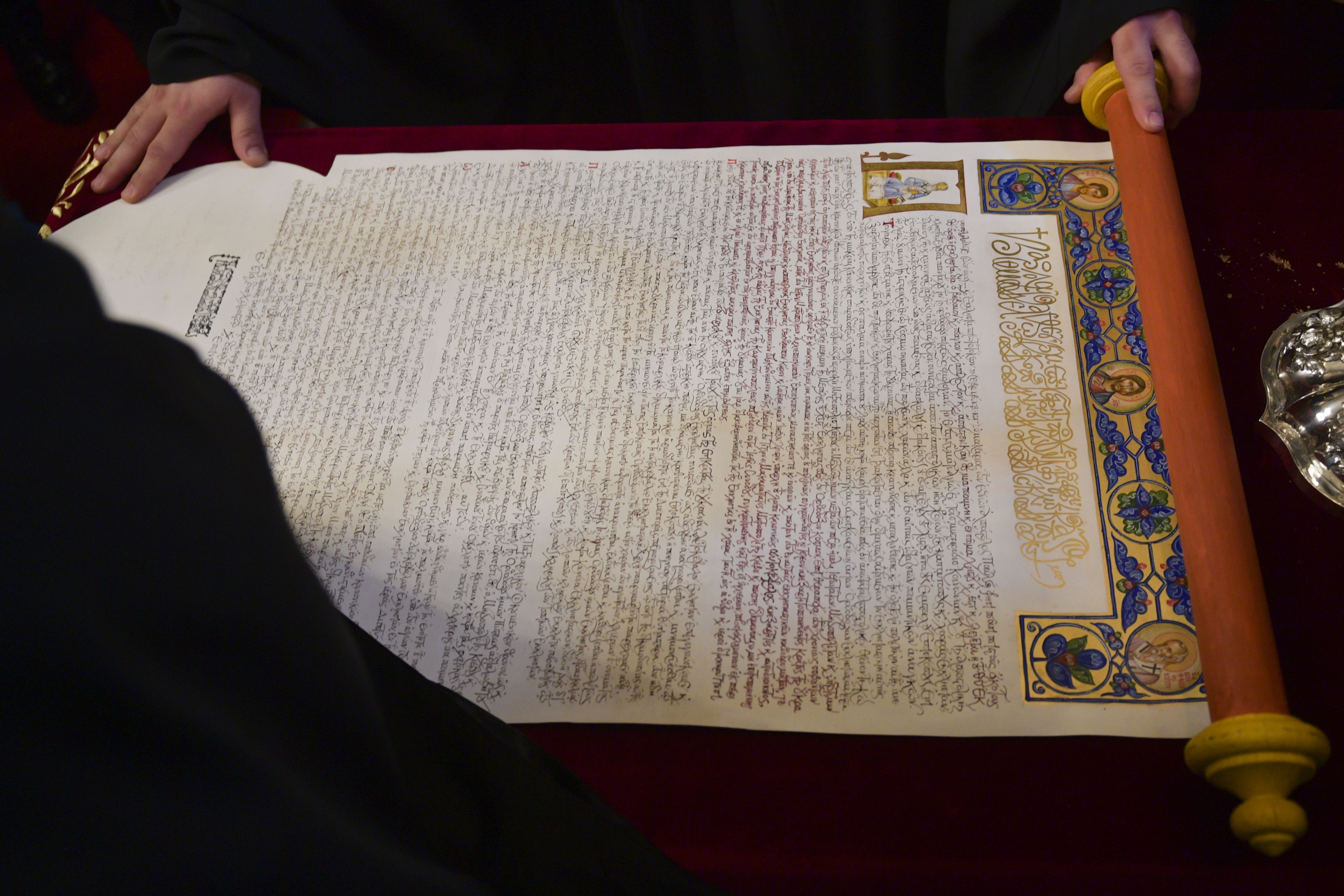
Томос про надання автокефалії Православній церкві України
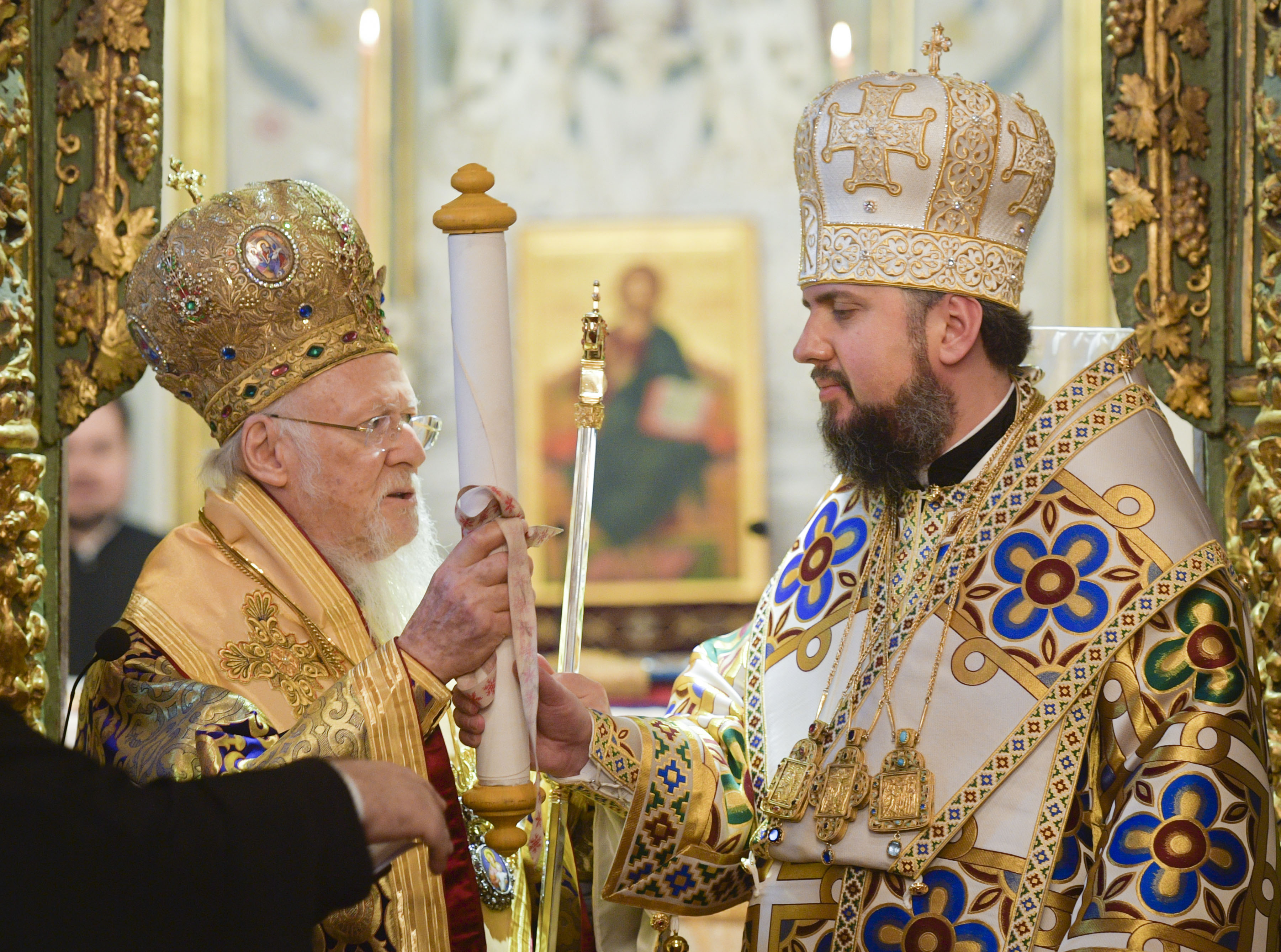
Передає томос митрополиту Епіфанію, 6 січня 2019
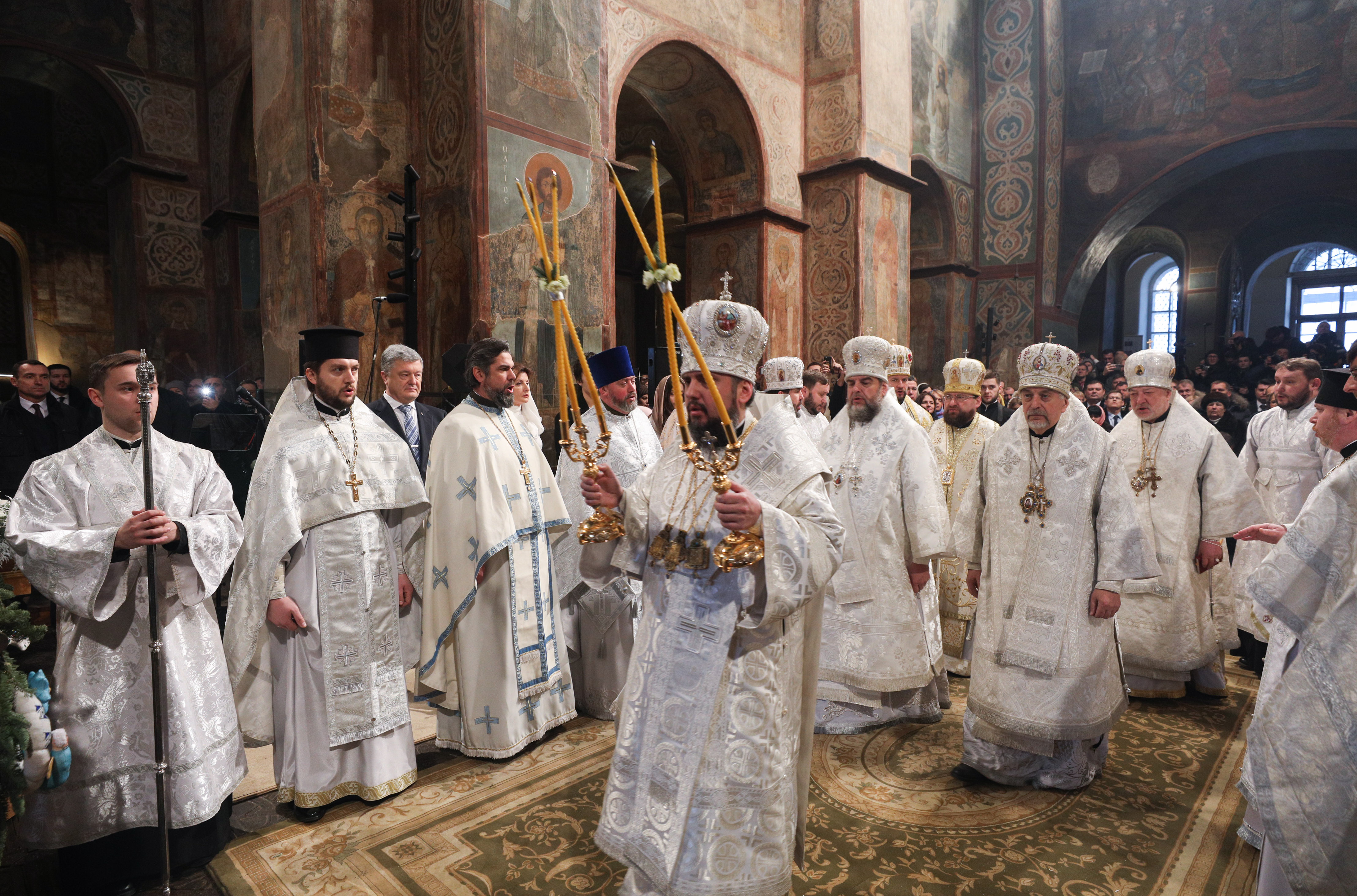
Різдвяна літургія, на якій був презентований томос про автокефалію ПЦУ
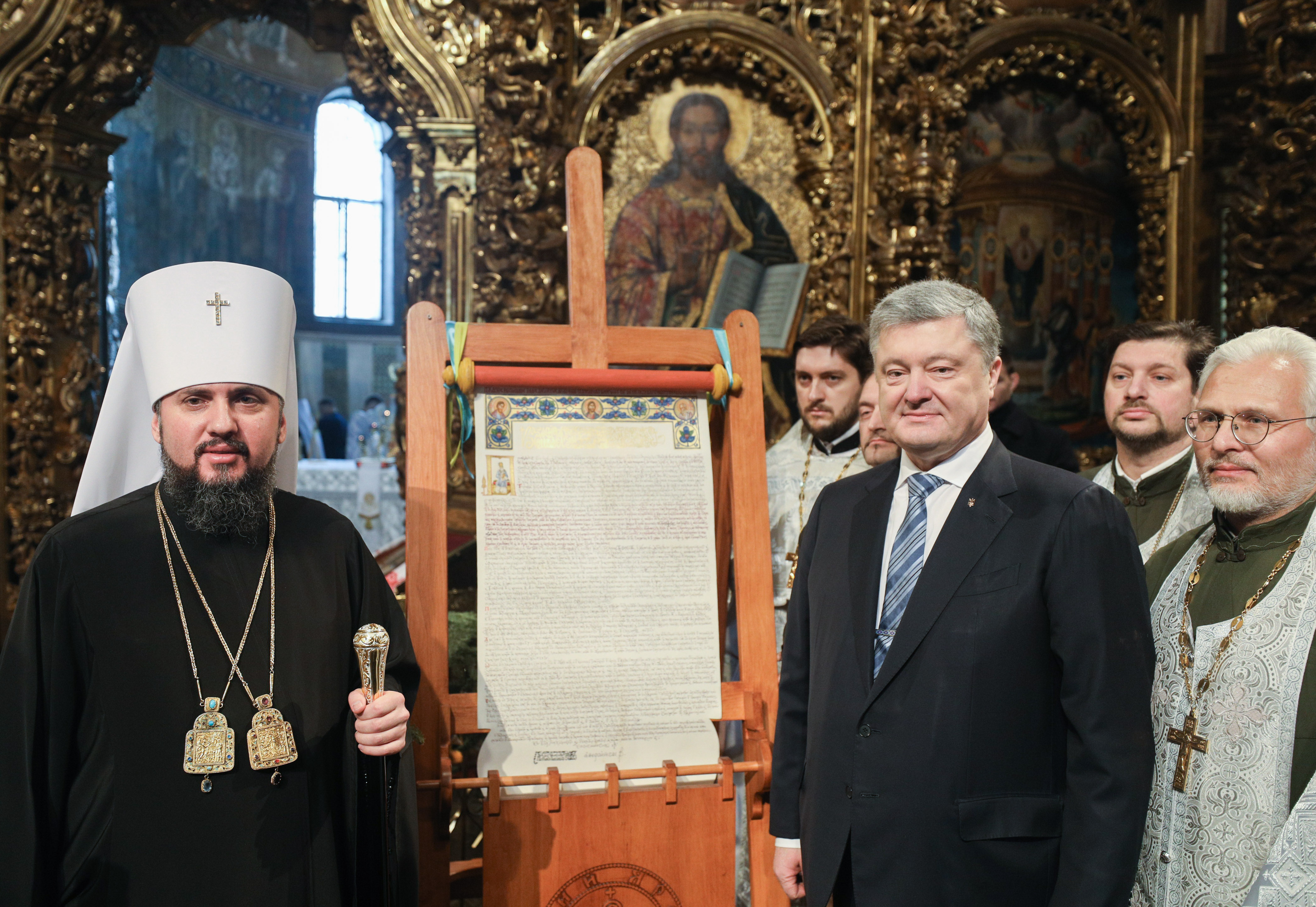
Томос про автокефалію ПЦУ, 7 січня 2019 року
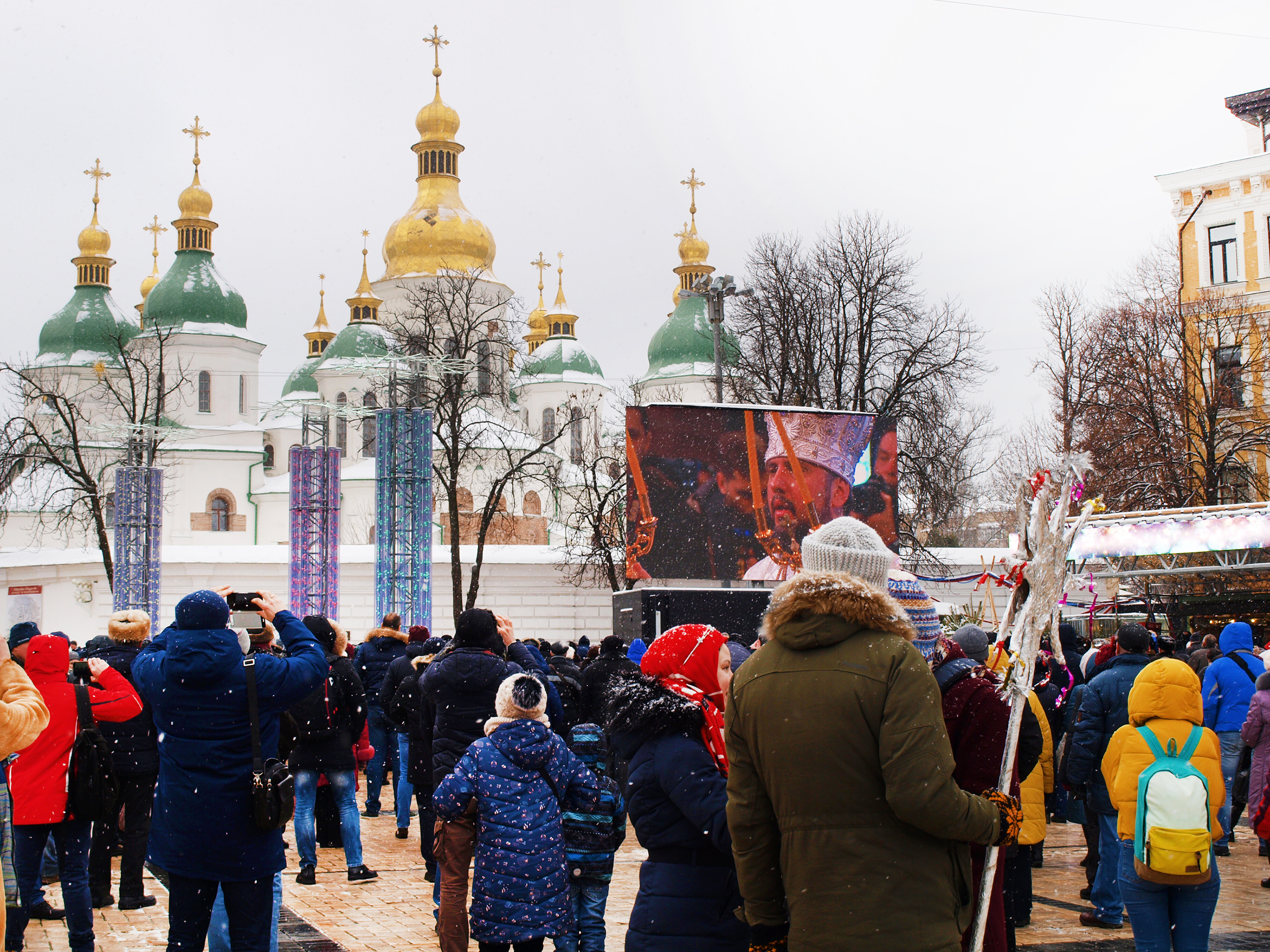
Трансляція різдвяної літургії в Софії Київській на Софійській площі, 7 січня 2019 року
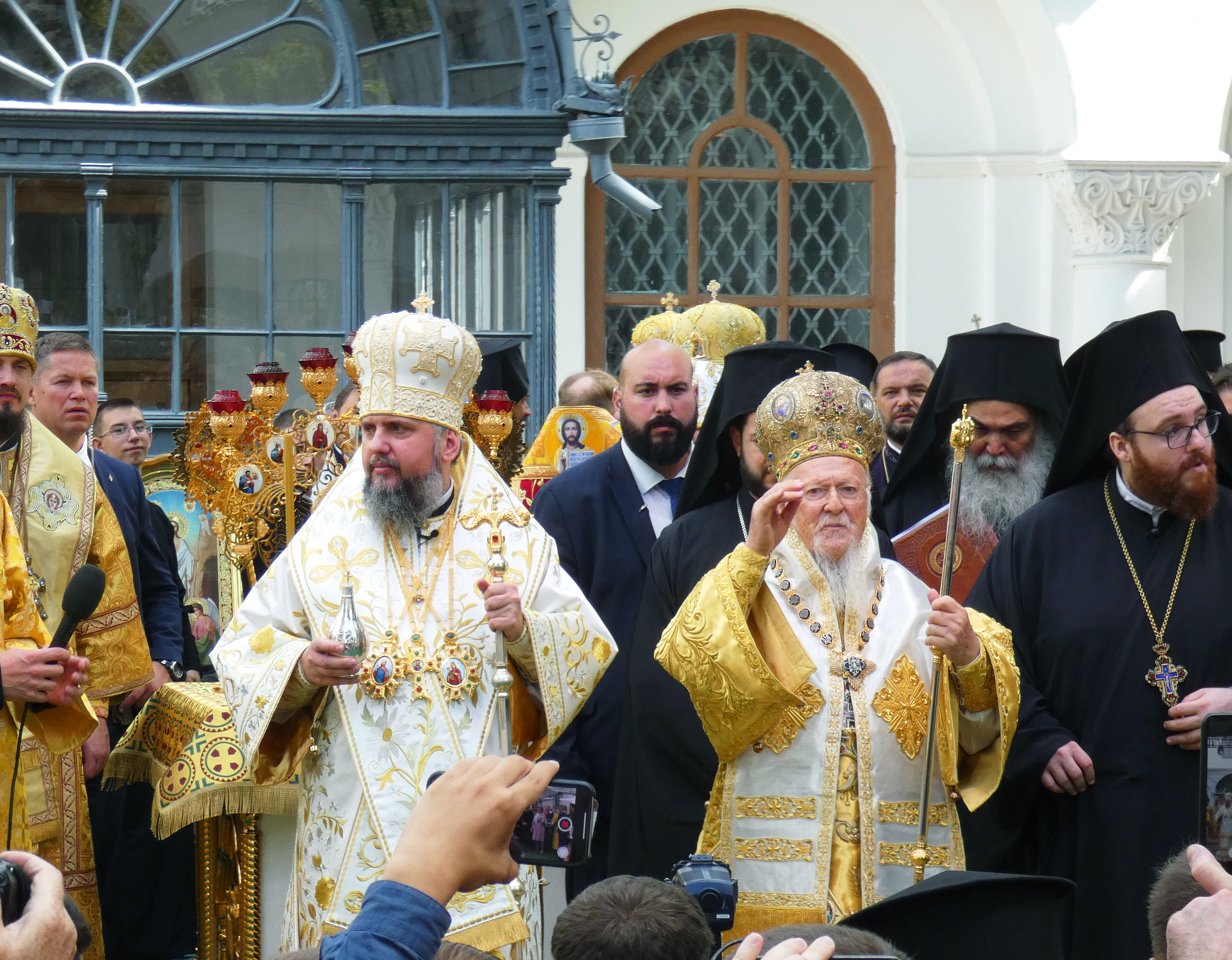
Варфоломій і предстоятель Православної церкви України Епіфаній (2021)

### Ставлення до передачі прав Московському патріархату звершувати хіротонії над Київськими митрополитами наприкінці XVII століття.
Вселенський Патріарх в інтерв'ю кіпрській газеті «Політіс» зазначив:
«На мого попередника Діонісія IV чинили тиск, щоб він підписав лист про передачу. Мій попередник Єремія раніше був ув'язнений… І тепер мене, скромного спадкоємця цих шанованих людей, ображають і змушують підкорятися світським вимогам тих, хто, зважаючи на наші канонічні та історичні аргументи, проектує свою економічну та світську силу та владу».
Також Вселенський Патріарх зазначив, що несе відповідальність перед своїми попередниками, перед історією, перед Божим народом, який «очікує від Константинополя тільки правди, далекої від тимчасових інтересів та грошей».

### Ставлення до російської агресії проти України
8 липня 2023 року у Стамбулі Володимир Зеленський зустрівся зі Вселенським Патріархом Варфоломієм. 
«Хочу побажати, щоб повернулися всі полонені й усі діти, які зараз перебувають далеко від своїх домівок»

## Праці і біографічні книги

### Українські переклади
- Патріарх Варфоломій. Віч-на-віч із Тайною. Православне християнство у сучасному світі / Пер. з англ. — К. : Дух і літера, 2011. — 360 с. — ISBN 978-966-378-224-9
- Хрисавгіс Іоан  Варфоломій: Апостольська місія. Пророче бачення / Переклад з англійської: Лідія Лозова. — Київ: Дух і літера, 2021. — 296 с. + 24 c. іл. — ISBN 978-966-378-826-5

## Нагороди
Є почесним громадянином українських міст — Івано-Франківська (2021) і Броварів (2023).

## Галерея

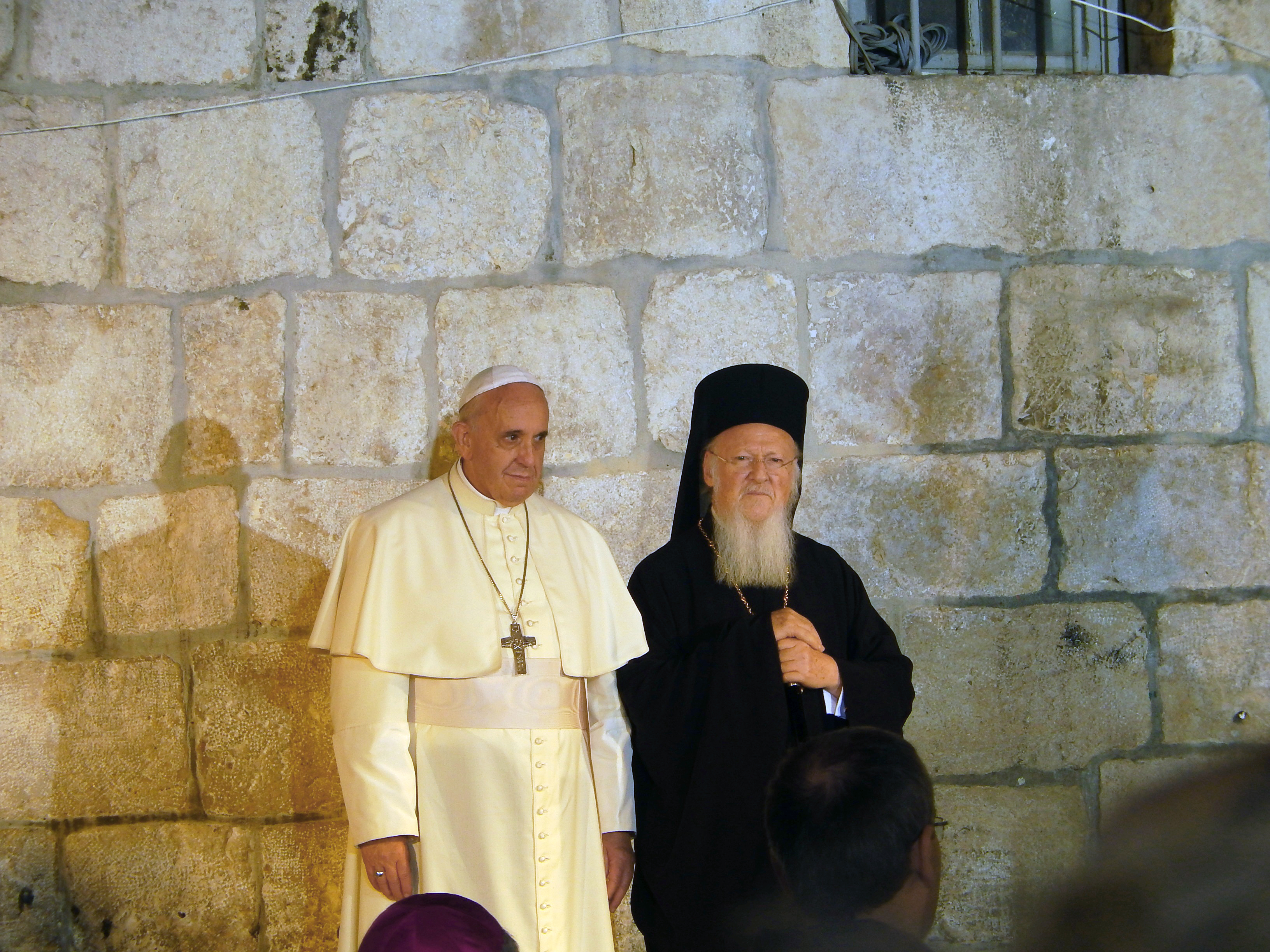
З Папою Римським Франциском у церкві Гробу Господнього, Єрусалим
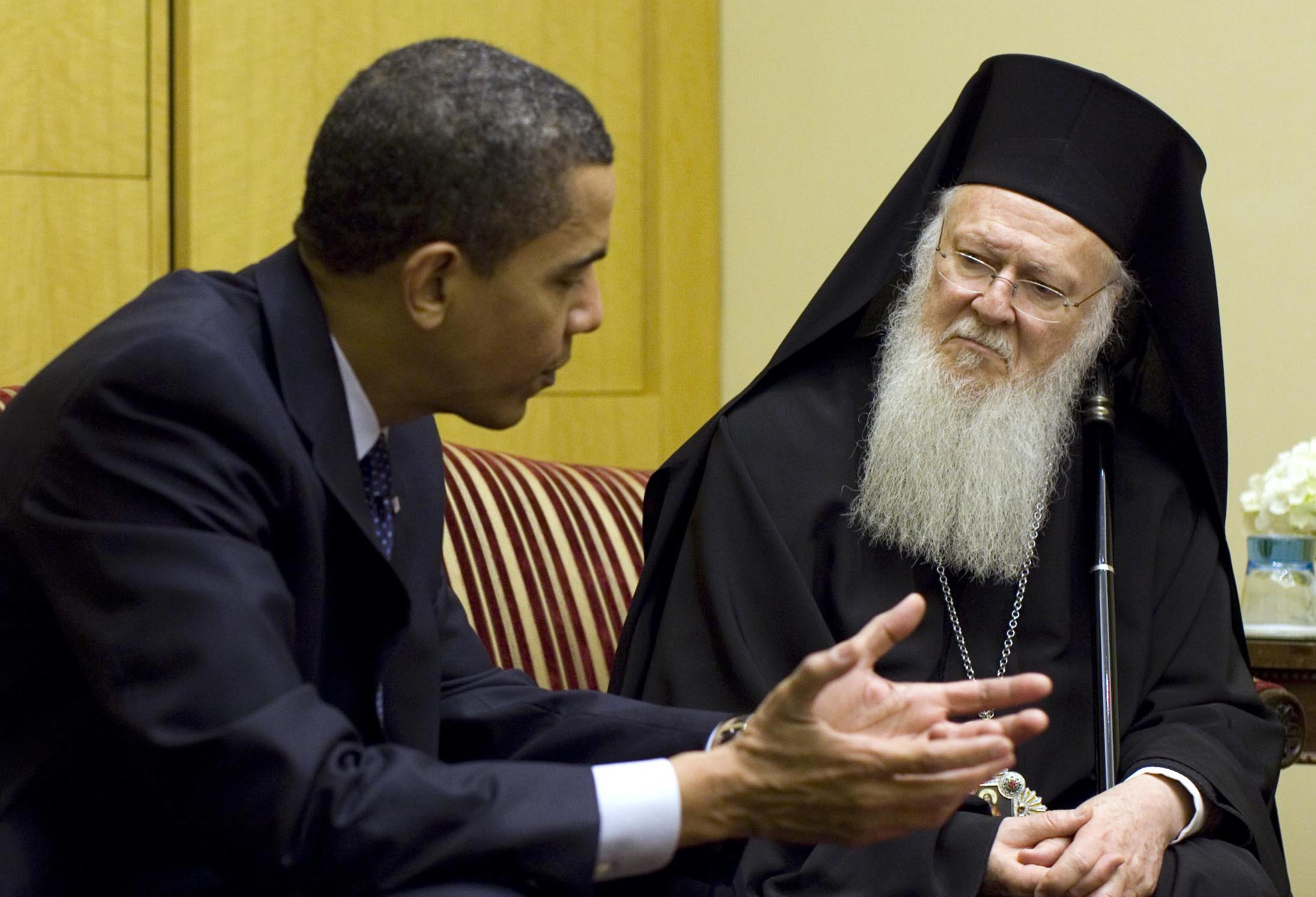
З президентом США Бараком Обамою
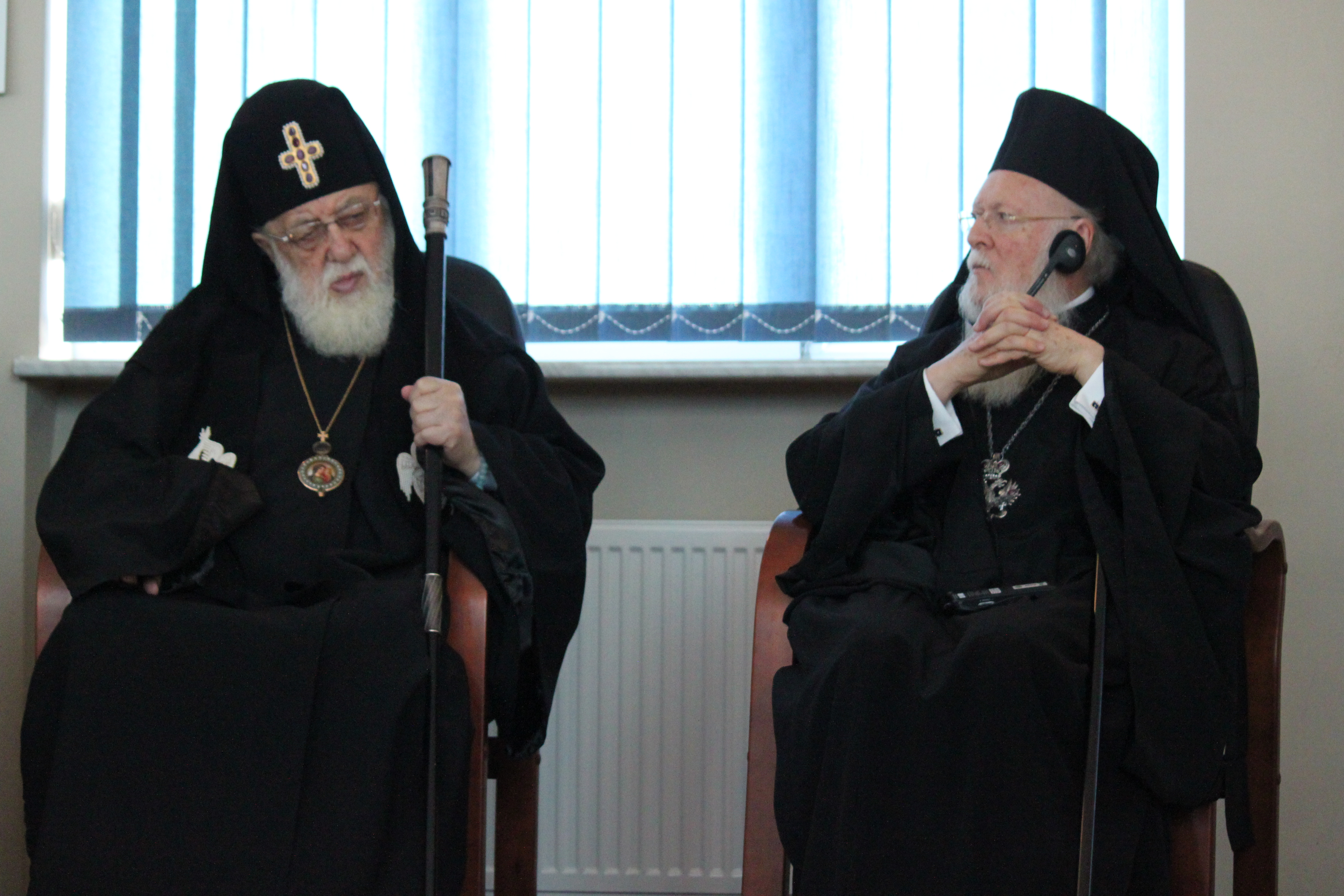
З Католикосом-Патріархом Грузії Ілією II
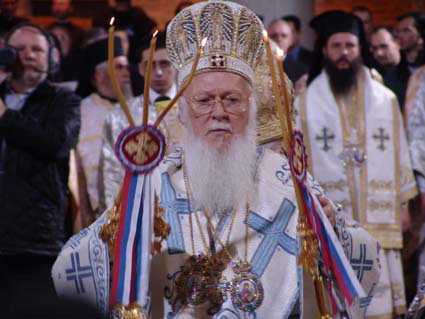
Ο Πατριάρχης Βαρθολομαίος κατά την διάρκεια Θείας Λειτουργίας (2004)
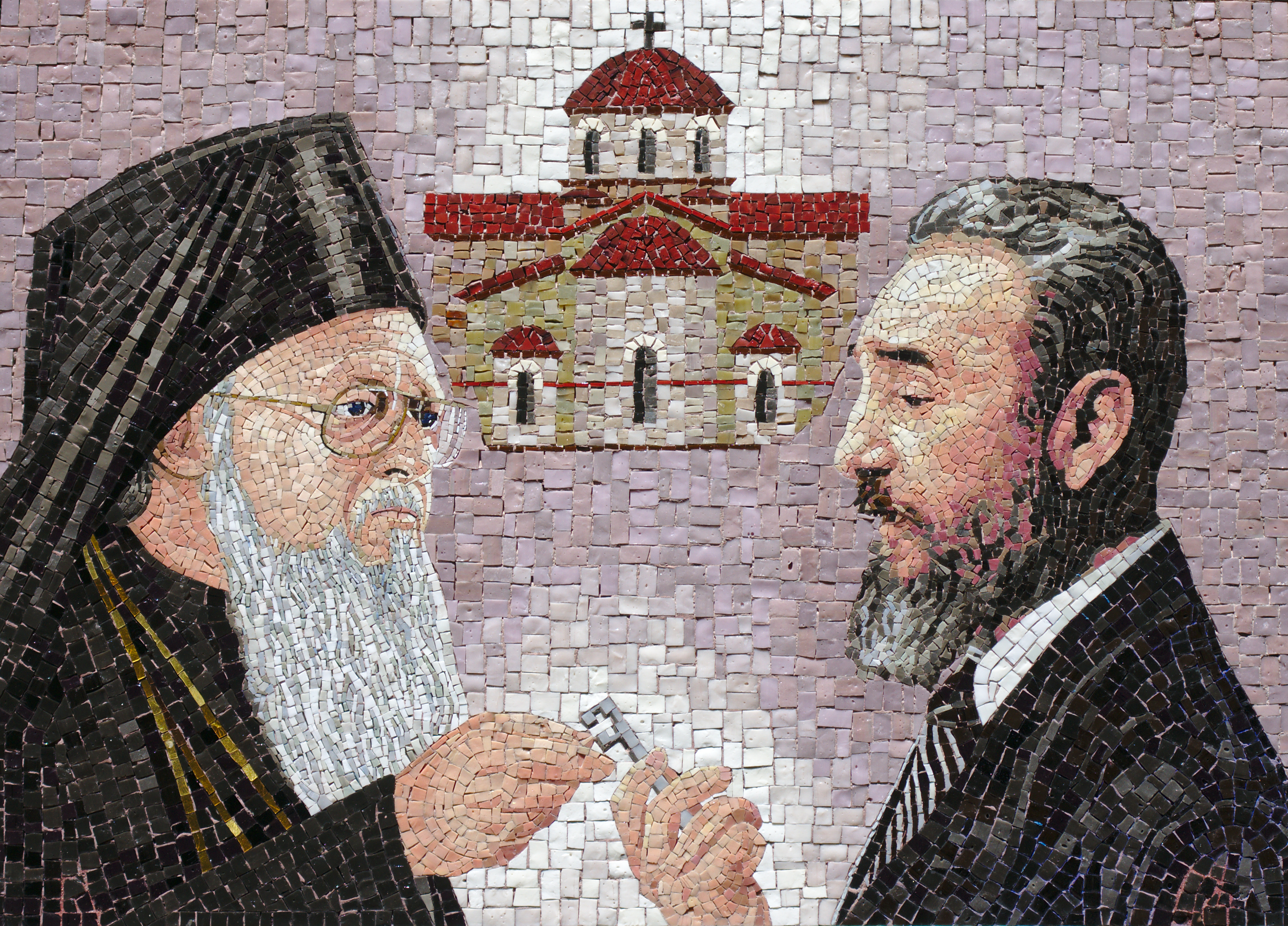
Ψηφιδωτό έξω από την (πρώτη) Ορθόδοξη Εκκλησία του Αγίου Νικολάου στην Αβάνα, στην Κούβα, όπου απεικονίζεται η παράδοση του κλειδιού από τον ηγέτη της χώρας, Φιντέλ Κάστρο, το Νοέμβριο 2003
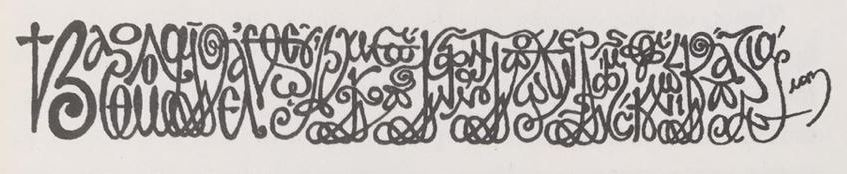
Стилізований титул